# Keo Việt Nam
Keo Việt Nam (danh pháp: Acacia vietnamensis) là một loài thực vật có hoa trong họ Đậu. Loài này được I.C.Nielsen miêu tả khoa học đầu tiên.